# Горње Казновиће
Горње Казновиће су више археолошких налазишта која с налазе у атару села Казновиће у Општина Рашка.
На налазиштима Росуља и Луг, указују на насељавање Копаоника у време неолитских земљорадничко-сточарских заједница. На локалитету Росуља, изнад извора Ћурчијског потока, на западним обронцима Савинца, пронађена је неолитска камена глачана секира која се чува у Народном музеју у Краљеву. На постојање насеља указују и бројни фрагменти праисторијских посуда. На локалитету Луг-поље, испод пута на обали Ибра, откривени су фрагменти неолитских посуда што сведочи о постојању насеља. На потезу Старо село, северно од активног гробља, фрагменти позносредњовековних керамичких посуда указују на постојање насеља. Јужно одатле, на савременом гробљу, стоје темељни остаци старе цркве, која је надограђен у сухозиду. У засеоку Мандићи, у страни изнад Прњачког потока, на локалитету Рупине, пронађени су остаци старог рударења, зарушени улази у поткопе. На месту званом Прла донедавно је постојало рударско окно испуњено водом. На доминатном узвишењу изнад речних тераса Ибра, на локалитету Дражов брег, површински налази средњовековне керамике указују на постојање насеобине. Локалитети су ван граница НП Копаоник, значајни су за проучавање насељавања копаоничког краја у средњем веку.